# Connor Fitzpatrick
Connor Fitzpatrick (Halifax, 13 de agosto de 1998) es un deportista canadiense que compite en piragüismo en la modalidad de aguas tranquilas.
Ganó dos medallas de oro en el Campeonato Mundial de Piragüismo, en los años 2022 y 2023, y una medalla de bronce en los Juegos Panamericanos de 2023.
Participó en los Juegos Olímpicos de Tokio 2020, ocupando el sexto lugar en la prueba de C2 1000 m.

## Palmarés internacional
| Campeonato Mundial   | Campeonato Mundial   | Campeonato Mundial | Campeonato Mundial |
| Año                  | Lugar                | Medalla            | Competición        |
| -------------------- | -------------------- | ------------------ | ------------------ |
| 2022                 | Halifax (Canadá)     | Medalla de oro     | C2 500 m mixto     |
| 2023                 | Duisburgo (Alemania) | Medalla de oro     | C2 500 m mixto     |
| Juegos Panamericanos |                      |                    |                    |
| Año                  | Lugar                | Medalla            | Competición        |
| 2023                 | Santiago (Chile)     | Medalla de bronce  | C1 1000 m          |